# Michal Kováč (1951)
Michal Kováč (* 22. září 1951) byl slovenský a československý politik, po sametové revoluci poslanec Sněmovny národů Federálního shromáždění za Verejnosť proti násiliu, později za HZDS.

## Biografie
Ve volbách roku 1990 zasedl za VPN do slovenské části Sněmovny národů (volební obvod Východoslovenský kraj). V roce 1991, v souvislosti s rozkladem VPN, přestoupil do poslaneckého klubu jedné z nástupnických formací HZDS. Mandát obhájil ve volbách roku 1992. Ve Federálním shromáždění setrval do zániku Československa v prosinci 1992. Uvádí se bytem Poprad.